# Synagogue de Teleki tér
La Synagogue de Teleki tér (en hongrois : Teleki téri zsinagóga), connue également sous le nom de salle de prière tchortkivienne de Teleki tér (Teleki téri csortkovi imaház) est une synagogue située dans le quartier de Népszínház, dans le 8e arrondissement de Budapest, sur Teleki László tér.
Si elle héberge de nos jours une active communauté orthodoxe, elle était à l'origine une synagogue hassidique séfarade, de rite espagnol, construite par une communauté juive de Tchortkiv, ville polonaise alors comprise dans l'empire austro-hongrois.